# Krankenabendmahl
Als Krankenabendmahl bezeichnet man die Feier des Abendmahls mit Gläubigen, die wegen Krankheit oder altersbedingten Beschwerden einige Zeit oder überhaupt nicht mehr an einem Gemeindegottesdienst teilnehmen können.

## Geschichte
Bereits in frühester Zeit gehörte zu den Aufgaben der Kirche die Sorge um die Kranken. Diese umfasste neben der körperlichen Versorgung und Pflege auch das Seelische und Fragen des Heils bzw. der Ewigkeit. Bereits im zweiten Jahrhundert ist bei Justin dem Märtyrer die Praxis des Krankenabendmahls belegt. Bereits das Konzil von Nicäa erwähnt das Krankenabendmahl und weist es den Sterbesakramenten zu.
Seit der karolingischen Liturgiereform war die Spendung des Herrenmahls an Kranke allein den Priestern vorbehalten.

## Praxis
Alten, Kranken und Gebrechlichen wird auf ihren Wunsch das Abendmahl zu Hause, im Kreis der Familie oder anderer Gemeindeglieder ausgeteilt.
Es wird in Ausnahmefällen auch mit Einzelnen gefeiert und vom Orts- oder Spitalpfarrer verantwortet. So legt die Evangelisch-reformierte Kirche Basel-Stadt fest:
Kranken und Sterbenden ist das Abendmahl in ihr Heim oder ins Spital zu bringen. Auch in anderen seelsorgerlich begründeten Fällen wird das Abendmahl Einzelnen gereicht.